# 丁修
丁修（1915年11月24日—2006年10月），原名周扶宜，山东省金乡县王丕村人，“辽吉功臣”吕明仁的妻子，曾任中共南昌县委书记。

## 生平
1934年，丁修从山东省曲阜师范学校毕业，去北平宏达中学补习外语。在宏达高中，丁修遇到了她未来的丈夫吕明仁，两人同桌，且都是中共外围组织中华民族解放先锋队队员。吕明仁在一二·九运动中患上了肺水肿，经济上也比较困难，丁修就在放学后去做家庭教师挣钱接济吕明仁。1936年10月，中共与阎锡山在山西省建立了抗日民族统一战线。丁修和吕明仁等100名北平学生随薄一波去山西太原，两人被编入军训团十二连，该连连长是韩钧，教导员是薄一波。由于很不适应军训团的生活，丁修患上了严重的胃病，后来他们得知延安红军大学招生，就和吕明仁的堂弟吕其恕通过变卖衣物和书籍筹得路费，离开军训团搬进了旅社。为方便起见，吕其恕在旅社登记簿上将吕明仁和丁修写成了夫妻，两人就这样结婚了。

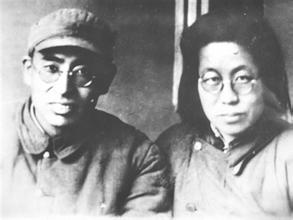
吕明仁和丁修夫妻

1937年2月，吕明仁夫妻辗转到了延安，此时红军大学已经改名抗日军政大学，他们进入抗大十三大队学习。结业后，丁修被分配到陕甘宁边区高等法院工作，由检察长许世奎和看守所长徐炳文介绍入党。1939年夏，吕明仁夫妻随抗大东征到太行山区，而且为了能够去前线参加战斗，当时已有身孕丁修用从高处往下跳的冒险方法将孩子堕掉。1940年初，他们到达当时八路军总司令部和中共中央北方局所在的太行山区，吕明仁留在太行山区工作，而丁修被分配到山东胶东区南海地委做妇女工作。1942年，吕明仁也被调到胶东工作，夫妻重逢后，丁修再次怀孕，但这个孩子出生后就夭折了。
1945年3月27日，丁修和吕明仁的女儿吕华出生，但女儿还未满百日，丁修就去沂蒙山区工作了。8月15日日本投降后，吕明仁接到命令，要求他迅速前往东北，女儿便被放在老乡家里寄养。1946年，丁修调辽吉省一地委民运部任副部长，在阜新、彰武从事敌后武工队活动。1946年4月，任辽吉五地委候补委员。1947年4月，吕明仁因救人溺水死亡，后被辽吉省委追认为“辽吉功臣”。1948年11月，丁修任沈阳市沈河区工委副书记兼区长。1949年，随辽北省南下干部团组建南昌地委，任委员。1949年6月15日，中共南昌县委成立，丁修任县委书记。1949年后，曾任国家科委地方局党组书记、副局长。